# Bradipnea
La bradipnea és un descens de la freqüència respiratòria per sota dels valors normals (baixa a 12 Rx1). Es considera normal en adults en repòs una freqüència respiratòria d'entre 12 i 20 vegades per minut, mentre que en nens sol ser més gran (al voltant de 40), on ventilació s'entén com el complex inspiració - expiració.